# Rhonestock
Rhonestock är en bergstopp i Schweiz.   Den ligger i kantonen Uri, i den centrala delen av landet, 80 km öster om huvudstaden Bern. Toppen på Rhonestock är 3 589 meter över havet, eller 90 meter över den omgivande terrängen. Bredden vid basen är 0,65 km.
Terrängen runt Rhonestock är huvudsakligen bergig. Trakten runt Rhonestock är nära nog obefolkad, med mindre än två invånare per kvadratkilometer.. Närmaste större samhälle är Airolo, 18,6 km sydost om Rhonestock. 
Trakten runt Rhonestock består i huvudsak av gräsmarker.